# Pteris inermis
Pteris inermis är en kantbräkenväxtart som först beskrevs av Eduard Rosenstock, och fick sitt nu gällande namn av Sota. Pteris inermis ingår i släktet Pteris och familjen Pteridaceae. Inga underarter finns listade.